# گزطاف سفلی
گزطاف سفلی یک روستا در ایران است که در دهستان هندودر واقع شده‌است. گزطاف سفلی ۱۶ نفر جمعیت دارد.